# Gorgona (Toskansko otočje)
Gorgona je najsjeverniji otok u Toskanskom otočju i nalazi se u Ligurskom moru. Ovo je najmanji otok u ovom otočju i službeno je dio općine Livorno čiji je kopneni dio udaljen 37 km.
Otok je dio NP Toskansko otočje koji je stvoren kako bi se zaštitila priroda na otoku. Otok je većinom prekriven mediteranskom makijom. Uzduž obale nalaze se brojni zaljevi kao Costa dei Gabiani ili Cala Sirocco gdje se nalazi Grotta del Bue Marino.
Na Gorgoni se nalaze utvrde Medicea i Pisana te vila Margherita sagrađena na etruščanskim i rimskim ruševinama. Dio područja otoka od 1869. činila je kaznionica koja je bila proširenje one na Pianosi.
Prema predaji su redovnici s Gorgone spasili ostatke sv. Julije prije nego što su oni preneseni na kopno u 8. stoljeću.

## Vanjske poveznice
|  | Zajednički poslužitelj ima još gradiva o temi Gorgona (Toskansko otočje) |